# Volbeat
A Volbeat egy 2001-ben Koppenhágában alakult dán rockegyüttes. Neve a „Vol” (volume, hangerő) és a „beat” (ütem) szavak összetételéből alakult ki. Az együttes a Dominus nevű death metal zenekar feloszlása után alakult meg. 

## Tagok
Jelenlegi tagok
- Michael Poulsen - ének, gitár
- Rob Caggiano - gitár (2013 februárjától)[1]
- Jon Larsen - dob
- Kaspar Boye Larsen basszusgitáros (2016 májusától)

Korábbi tagok
Anders Kjølholm - basszusgitár
- Franz „Hellboss” Gottschalk - gitár (2006 decemberéig)
- Teddy Vang - gitár
- Thomas Bredahl - gitár (2006 decemberétől - ?)
- Anders Kjølholm - basszusgitár

## Díjak
A The Strength / The Sound / The Songs című album 2005-ben elnyerte a Danish Metal Awards legjobb debütáló albumának járó díját.

## Diszkográfia
- The Strength / The Sound / The Songs (2005)
- Rock the Rebel / Metal the Devil (2007)
- Guitar Gangsters & Cadillac Blood (2008)
- Guitar Gangsters & Cadillac Blood (limitált kiadás, 2009)
- Beyond Hell / Above Heaven (2010)
- Outlaw Gentlemen & Shady Ladies (2013)[3]
- Seal the Deal & Let's Boogie (2016)
- Rewind, Replay, Rebound (2019)
- Servent of the Mind (2021)

## Fordítás
- Ez a szócikk részben vagy egészben  a   Volbeat című angol Wikipédia-szócikk fordításán alapul.  Az eredeti cikk szerkesztőit annak laptörténete sorolja fel. Ez a jelzés csupán a megfogalmazás eredetét és a szerzői jogokat jelzi, nem szolgál a cikkben szereplő információk forrásmegjelöléseként.